# John Hickenlooper
John Wright Hickenlooper (født 7. februar 1952 i Narberth, Pennsylvania) er en amerikansk politiker, siden januar 2021 er han senator for Colorado. Han var den 42. guvernør for den amerikanske delstat Colorado fra 2011-19. Fra 2003 til 2011 var Hickenlooper borgmester i Denver. Han er medlem af det Demokratiske parti.

## Politisk karriere
Hickenlooper tiltrådte 21. juli 2003 som borgmester for Colorados hovedstad, Denver. Ved borgmestervalget i maj 2007 blev Hickenlooper genvalgt med 87% af stemmerne. Da daværende guvernør Bill Ritter den 6. januar 2010 meddelte at han ikke genopstillede til guvernørvalget i november samme år, blev John Hickenlooper hurtigt nævnt som demokraternes nye kandidat.
Det stod hurtigt klart at Hickenlooper blev det Demokratiske partis eneste kandidat til guvernørposten, og man skulle derfor ikke ud i et primærvalg. Han valgte rektoren for Colorado State University–Pueblo, Joseph A. Garcia, som sin viceguvernørkandidat.
John Hickenlooper og Garcia vandt 2. november 2010 guvernørvalget med 51.01% af stemmerne, over sine modkandidater Tom Tancredo med 36.43% (American Constitution Party) og Dan Maes (Republikanske parti) med 11.13% af de 1.787.730 afgivne stemmer. Hickenlooper blev 11. januar 2011 taget i ed som Colorados 42. guvernør, hvor han afløste partifællen Bill Ritter. Få timer før han indtrådte som guvernør, var han officielt gået af som borgmester for Denver, hvor partifællen Guillermo "Bill" Vidal afløste ham.
I 2014 blev Hickenlooper genvalgt som guvernør med 49.30% af stemmerne mens den republikanske kandidat, Bob Beauprez, fik 45.95%.

## Privat
John Hickenlooper fik i 1974 en Bachelor of Arts i engelsk fra Wesleyan University, og samme sted blev han i 1980, Master’s degree i geologi. 
Hickenlooper er gift med skribenten Helen Thorpe, og sammen har de sønnen Teddy.
Som religion er han erklæret Kvæker.